# Liste des souverains d'Oldenbourg
 (juin 2012).
Si vous disposez d'ouvrages ou d'articles de référence ou si vous connaissez des sites web de qualité traitant du thème abordé ici, merci de compléter l'article en donnant les références utiles à sa vérifiabilité et en les liant à la section « Notes et références ».
L'Oldenbourg a été un État indépendant de 1088 à 1945, d'abord en tant que comté, puis duché, grand-duché et enfin État libre après l'abolition de la monarchie en 1918. Jusqu'à cette date, tous ses souverains sont issus de la maison d'Oldenbourg, qui a également donné des monarques au Danemark, à la Norvège, à la Russie et à la Grèce, entre autres.

## Comtes (1088-1774)
- 1088-1108 : Egilmar Ier
- 1108-1143 : Egilmar II
- 1143-1167 : Christian Ier « le Querelleur »
- 1167-1211 : Maurice
- 1211-1251 : Christian II
- 1211-1262 : Othon Ier
- 1251-1272 : Jean Ier
- 1272-1278 : Christian III
- 1278-1305 : Jean II
- 1305-1345 : Jean III
- 1315-1323 : Christian IV
- 1345-1356 : Jean IV
- 1324-1347 : Conrad Ier
- 1368-1386 : Conrad II
- 1386-1420 : Maurice II
- 1398-1423 : Christian V

Armoiries des comtes d'Oldenbourg.

Armoiries des comtes d'Oldenbourg et de Delmenhorst.

- 1423-1440 : Thierry « le Fortuné »
- 1440-1449 : Christian VII (Christian Ier de Danemark)
- 1450-1483 : Gérard « le Querelleur »
- 1483-1500 : Adolphe
- 1500-1526 : Jean V
- 1526-1529 : Jean VI
- 1526-1529 : Georges
- 1526-1529 : Christophe
- 1526-1573 : Antoine Ier
- 1573-1603 : Jean VII
- 1603-1667 : Antoine-Günther

Antoine-Günther meurt sans héritiers, et le comté passe au roi Frédéric III de Danemark.
- 1667-1773 : union personnelle avec le Danemark :
  - 1667-1670 : Frédéric III de Danemark
  - 1670-1699 : Christian V de Danemark, fils du précédent
  - 1699-1730 : Frédéric IV de Danemark, fils du précédent
  - 1730-1746 : Christian VI de Danemark, fils du précédent
  - 1746-1766 : Frédéric V de Danemark, fils du précédent
  - 1766-1773 : Christian VII de Danemark, fils du précédent

En vertu du traité de Tsarkoïe Selo (en), le Danemark échange avec l'Empire russe le comté d'Oldenbourg contre le duché de Holstein-Gottorp.
- 1773-1774 : Paul Ier de Russie

Le comté est élevé au rang de duché en 1774 et attribué à Frédéric-Auguste de Holstein-Gottorp, un cousin du tsar.

## Ducs (1774-1829)
- 1774-1785 : Frédéric-Auguste Ier

Armoiries du duché.

- 1785-1810 : Pierre-Frédéric-Guillaume, fils du précédent
- 1810-1814 : annexion au Premier Empire
- 1815-1823 : Pierre-Frédéric-Guillaume, restauré
- 1823-1829 : Pierre Ier, cousin du précédent, régent depuis 1785

Le duché d'Oldenbourg est élevé au rang de grand-duché par le congrès de Vienne en 1815, mais ni Pierre-Frédéric-Guillaume, ni Pierre Ier ne prennent le titre de grand-duc. Celui-ci ne commence à être utilisé que par le fils et successeur de Pierre, Paul-Frédéric-Auguste.

## Grands-ducs (1829-1918)

Armoiries du grand-duché.

- 1829-1853 : Paul-Frédéric-Auguste, fils de Pierre Ier
- 1853-1900 : Pierre II, fils du précédent
- 1900-1918 : Frédéric-Auguste II, fils du précédent

À la suite de la défaite allemande lors de la Première Guerre mondiale et la révolution allemande qui s'ensuit, Frédéric-Auguste II abdique le 11 novembre 1918 et l'État libre d'Oldenbourg est proclamé.

## Prétendants
- 1918-1931 : Frédéric-Auguste II
- 1931-1970 : Nicolas, prince héritier
- 1970-2014 : Antoine Gunther, prince héritier
- Depuis 2014 : Christian